# Германе, Дженифера
Дженифера Германе (латыш. Dženifera Ģērmane, род. 24 марта 2003 года) — латвийская горнолыжница, чемпионка мира среди юниоров 2024 года в слаломе.

## Биография и карьера
Дженифера — дочь советской и латвийской горнолыжницы Уллы Германе (в девичестве Лодзиня, род. 1971), которая была бронзовым призёром чемпионата мира среди юниоров 1988 года в Мадонне-ди-Кампильо в скоростном спуске. В феврале 1989 года Улла заняла 4-е место в супергиганте на этапе Кубка мира в Стимбоат-Спрингс. Позднее Улла стала тренером. Брат Уллы и дядя Джениферы Роджерс Лодзиньш (род. 1969) выступал в бобслее на Олимпийских играх 1998 года (18-е место в заездах двоек). Также был призёром юниорских чемпионатов мира по бобслею. У Джениферы есть брат Эверт.
В январе 2020 года Дженифера выступала на юношеских Олимпийских играх в Лозанне, но не финишировала в слаломе и гигантском слаломе.
В феврале 2021 года Германе дебютировала на взрослом чемпионате мира в Кортине-д’Ампеццо. В гигантском слаломе она не финишировала в первой попытке, а в слаломе заняла 24-е место.
В Кубке мира дебютировала 10 января 2023 года в австрийском Флахау, где не финишировала в первой попытке в слаломе. В феврале 2023 года заняла 29-е место в слаломе на чемпионате мира в Мерибеле.
Второй раз выступила в Кубке мира почти через год после дебюта — в конце декабря 2023 года в Лиенце и сразу заняла 22-е место в слаломе. В начале 2024 года продолжила успешные выступления в Кубке мира в слаломе — 12-е место в Краньске-Горе 7 января, 8-е место во Флахау 16 января и 8-е место в Ясне 21 января. Также в январе выиграла два этапа в слаломе в Кубке Европы. 3 февраля Германе выиграла золото в слаломе на юниорском чемпионате мира во Франции, опередив всех соперниц более чем на 1,4 сек. 10 марта в Оре Германе третий раз в сезоне заняла 8-е место в слаломе в Кубке мира, таким образом, в первых 7 стартах в Кубке мира она трижды попадала в топ-10. На финальном этапе Кубка мира в Зальбахе Германе заняла 14-е место в слаломе. По итогам сезона 2023/24 набрала 145 очков и заняла 56-е место в общем зачёте Кубка мира и 19-е место в зачёте слалома.

## Выступления на крупнейших соревнованиях

### Чемпионаты мира
| Чемпионат мира         | Скоростной спуск | Супергигант | Гигантский слалом | Слалом | Комбинация | Команды | Паралл. гигантский слалом |
| ---------------------- | ---------------- | ----------- | ----------------- | ------ | ---------- | ------- | ------------------------- |
| 2021 Кортина-д’Ампеццо | —                | —           | DNF1              | 24     | —          | —       | —                         |
| 2023 Мерибель          | —                | —           | —                 | 29     | —          | —       | —                         |